# بنوا کوستیل
بنوا کوستیل (فرانسوی: Benoît Costil‎؛ زادهٔ ۳ ژوئیهٔ ۱۹۸۷) یک بازیکن فوتبال اهل فرانسه است.
از باشگاه‌هایی که در آن بازی کرده‌است می‌توان به باشگاه فوتبال استاد مالرب کان و رن اشاره کرد.
وی همچنین در تیم ملی فوتبال فرانسه بازی کرده‌است.